# حصن بالزين
حصن بالزين تجمع سكاني تابع لقرية بني ظبيان جنوب منطقة الباحة في المملكة العربية السعودية.